# Ödön Gróf
Ödön Gróf (n. 15 aprilie 1915, Cantonul Virovitica-Podravina, Croația – d. 16 ianuarie 1997, California, SUA) a fost un înotător maghiar, medaliat olimpic. A participat la o ediție a Jocurilor Olimpice (1936) în care a câștigat o medalie de bronz.

## Participări
Lista de mai jos prezintă principalele competiții la care a participat Ödön Gróf de-a lungul carierei.
- Olympische Sommerspiele 1936/Schwimmen – 4 × 200 m Freistil (Männer)[*]